# Santa Eulália (Arouca)
Santa Eulália is een plaats (freguesia) in de Portugese gemeente Arouca en telt 2 340 inwoners (2001).